# Toxophora tristis
Toxophora tristis är en tvåvingeart som först beskrevs av Seguy 1930.  Toxophora tristis ingår i släktet Toxophora och familjen svävflugor.
Artens utbredningsområde är Kuba. Inga underarter finns listade i Catalogue of Life.